# The Flame of New Orleans
The Flame of New Orleans (Brasil: Paixão Fatal / Portugal: A Condessa de Nova Orleães) é um filme norte-americano de 1941, do gênero comédia, dirigido por René Clair e estrelado por Marlene Dietrich e Bruce Cabot.